# Aurora (condado de Taylor, Wisconsin)
Aurora es un pueblo ubicado en el condado de Taylor en el estado estadounidense de Wisconsin. En el Censo de 2010 tenía una población de 422 habitantes y una densidad poblacional de 4,76 personas por km².

## Geografía
Aurora se encuentra ubicado en las coordenadas 45°10′26″N 90°52′22″O / 45.17389, -90.87278. Según la Oficina del Censo de los Estados Unidos, Aurora tiene una superficie total de 88.71 km², de la cual 88.71 km² corresponden a tierra firme y (0%) 0 km² es agua.

## Demografía
Según el censo de 2010, había 422 personas residiendo en Aurora. La densidad de población era de 4,76 hab./km². De los 422 habitantes, Aurora estaba compuesto por el 95.26% blancos, el 0.47% eran afroamericanos, el 0% eran amerindios, el 0.24% eran asiáticos, el 0% eran isleños del Pacífico, el 0.71% eran de otras razas y el 3.32% pertenecían a dos o más razas. Del total de la población el 5.45% eran hispanos o latinos de cualquier raza.